# Jon-Olov Woxlin
Per Jon-Olov Woxlin, född 10 oktober 1987 i Falun i Dalarna, är en svensk låtskrivare och musiker.
Jon-Olov Woxlin är uppvuxen i Idkerberget, Dalarna, och i Bergsjö, Hälsingland. Vid 10 års ålder började han att skriva egna låtar till eget gitarrackompanjemang, och hans musik uppmärksammades tidigt i P3 Demo under epitetet köksbänksrealism. För Jon-Olov lades musiken sedermera på hyllan för att sedan återupptäckas runt 14 års ålder då han upptäckte den svenska folkmusiken, och i synnerhet den från Nordanstig, varpå han började att traktera fiol.
Han gick tidigt i lära för O'tôrgs-Kaisa Abrahamsson och i senare skede även sporadiskt för Thomas von Wachenfeldt.
Under gymnasieåren återfann sig åter sång- och låtskrivarglädjen vid upptäckten av bland andra Johnny Cash, och Americana-musiken i stort, varpå ett febrilt låtskrivande följde.
Efter utbildning inom klassisk violin på Bollnäs folkhögskola för Karin Hans-Ers, och därefter pedagogiska högskolestudier i Örebro, med tillhörande violinstudier för Sven-Ole Svarfvar, utgavs Jon-Olovs debutalbum under överinseende av Johan Elander. Albumet utgavs av timråbaserade Fingered Productions
För närvarande bor och verkar Jon-Olov Woxlin i Göteborg. I Göteborg har han utgett fem album varav ett genom skivbolaget Nobel Records (Göteborg). Det senaste albumet "Junk Trunk" har mötts av mycket god kritik från Nord- och Sydamerika, samt från kontinenten.
"The album consists of 12 tracks, each possessing its own unique qualities. Our journey through Jon-Olov Woxlin's universe begins with the track "Exit Sign Explicit," which immediately establishes the musician as an innovator in the Americana genre", Indie Boulevard Magazine
Han har tonsatt dikter av konstnären Carl Fredrik Hill, något som uppmärksammades i Folkmusiken i P2.
Woxlin är son till deckarförfattaren Leif Woxlin och konstnärinnan Rose-Marie Klintman.

## Diskografi
- 2013 Bohemian Disguise - Fingered Productions
- 2016 Act Aloof - Fingered Productions
- 2019 Let it all In and Let it All Go - Nobel Records
- 2021 The Great Unknown
- 2021 Hill - tonsatta dikter av Carl Fredrik Hill
- 2023 Junk Trunk